# Affala
Affala (auch: Afala) ist eine Landgemeinde im Departement Tahoua in Niger.

## Geographie

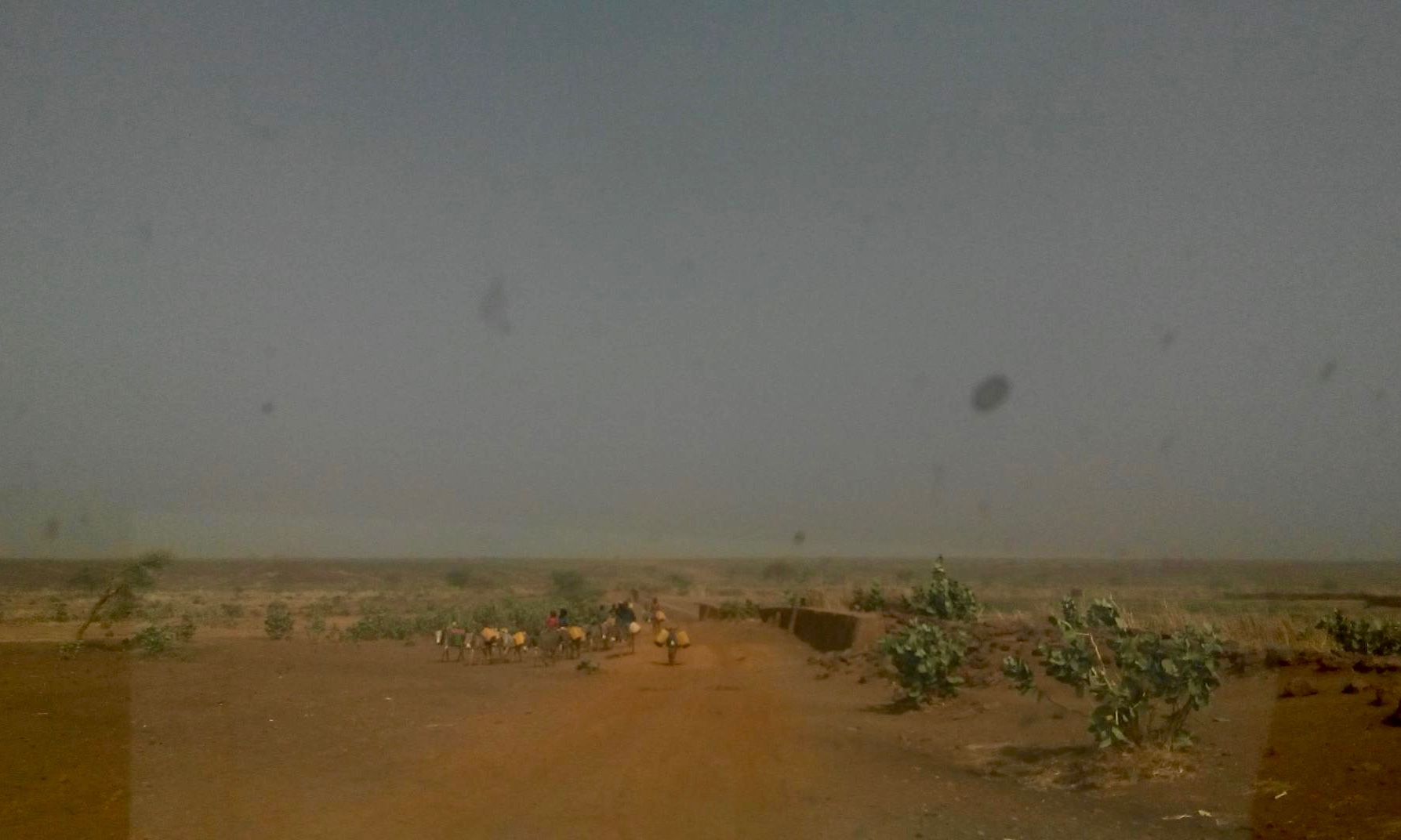
Straße beim Dorf Nassam in der Gemeinde Affala

Affala liegt im Norden der Landschaft Ader in der Sahelzone. Die Nachbargemeinden sind Tillia im Norden, Kao im Nordosten, Barmou im Südosten, Tahoua im Süden und Takanamat im Westen.
Bei den Siedlungen im Gemeindegebiet handelt es sich um 37 Dörfer und 87 Weiler. Davon wird der Weiler Chiguifa Nachbargemeinde Tillia beansprucht. Umgekehrt erhebt Affala Anspruch auf zwei weitere Siedlungen in der Nachbargemeinde Barmou. Der Hauptort der Landgemeinde Affala ist das Dorf Affala. Es liegt auf einer Höhe von 430 m. Ein weiteres großes Dorf ist Taza.
In der Gemeinde befinden sich die Täler von Anékar, Gadiyaw, Guidoma und Karadji Nord sowie das Tal von Jangabour, das sich bis in die Nachbargemeinden Barmou und Kao erstreckt.

## Geschichte
Affala wurde von einem Ackerbauern aus dem Nachbarort Barmou gegründet. Das Dorf gehörte im letzten Drittel des 19. Jahrhunderts zum Herrschaftsgebiet der Tuareg-Untergruppe Ullemmeden, das sich Richtung Südosten bis nach Tamaské erstreckte. Die Landgemeinde Affala ging 2002 im Zuge einer landesweiten Verwaltungsreform aus dem nördlichen Teil des Kantons Tahoua und einem südlichen Abschnitt des gemeindefreien Gebiets im Departement Tchintabaraden hervor.

## Bevölkerung
Bei der Volkszählung 2012 hatte die Landgemeinde 68.225 Einwohner, die in 10.829 Haushalten lebten. Bei der Volkszählung 2001 betrug die Einwohnerzahl 34.101 in 5659 Haushalten.
Im Hauptort lebten bei der Volkszählung 2012 8006 Einwohner in 1382 Haushalten, bei der Volkszählung 2001 3513 in 583 Haushalten und bei der Volkszählung 1988 3700 in 635 Haushalten.
Die wichtigsten Volksgruppen im Gemeindegebiet sind Hausa, Tuareg und Fulbe. Affala ist seit Jahrzehnten von saisonalen Migrationsbewegungen betroffen, die sich vor allem nach Libyen, Kamerun, Gabun, Senegal und Europa richten.

## Politik
Der Gemeinderat (conseil municipal) hat 18 gewählte Mitglieder. Mit den Kommunalwahlen 2020 sind die Sitze im Gemeinderat wie folgt verteilt: 13 PNDS-Tarayya, 4 MPR-Jamhuriya und 1 MCC-Arziki.
Jeweils ein traditioneller Ortsvorsteher (chefs traditionnel) stehen an der Spitze von 36 Dörfern in der Gemeinde, darunter dem Hauptort.

## Wirtschaft und Infrastruktur
Der überall in der Gemeinde betriebene Ackerbau umfasst den Anbau von Hirse, Sorghum, Augenbohnen und Erdnüssen und leidet an niedrigen Niederschlagsmengen, schlechten Böden und fehlenden modernen Ackerbautechniken. Die Viehzucht von Rindern, Ziegen, Eseln und Pferden ist die zweitwichtigste wirtschaftliche Aktivität in der Landgemeinde. Es gibt fünf Wochenmärkte in Affala, deren mangelhafte Infrastruktur jedoch nur wenige Steuereinnahmen für die Gemeinde erlauben.
Gesundheitszentren des Typs Centre de Santé Intégré (CSI) sind im Hauptort sowie in den Siedlungen Amaloul Nomade, Anékar, Karadji Nord und Taza vorhanden. Der CEG Affala ist eine allgemein bildende Schule der Sekundarstufe des Typs Collège d’Enseignement Général (CEG). Beim Centre de Formation aux Métiers d’Affala (CFM Affala) handelt es sich um ein Berufsausbildungszentrum.
Eine Wüstenpiste verbindet den Hauptort mit der 25 Kilometer weiter südlich gelegenen Regionalhauptstadt Tahoua.

## Persönlichkeiten
- Ouhoumoudou Mahamadou (* 1954), Politiker, Premierminister und Finanzminister, geboren im Dorf Amaloul Nomade
- Adamou Namata (* 1954), Manager und Politiker, geboren im Dorf Taza